# Lakenhal

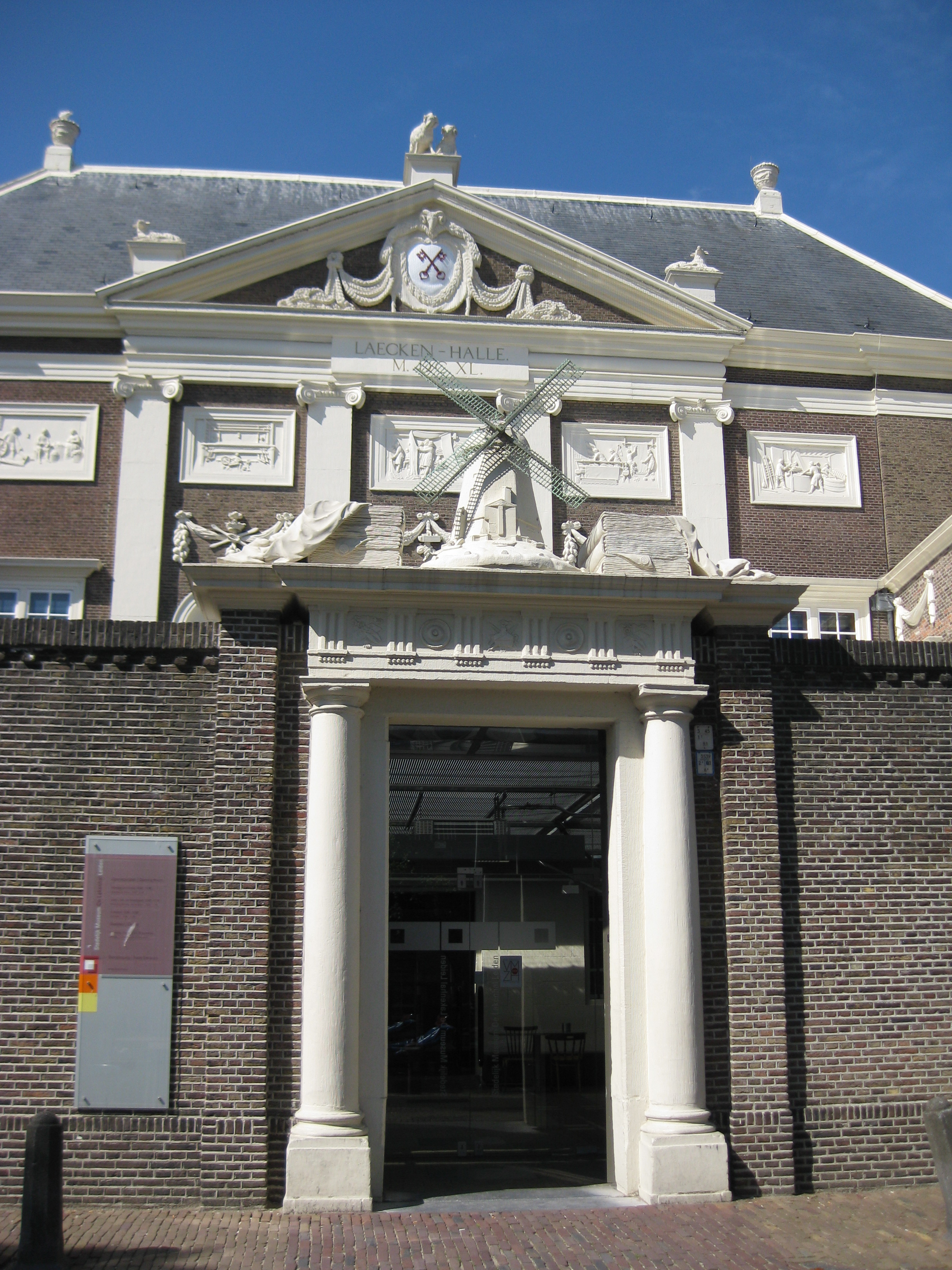
Museum De Lakenhal in Leiden is gewijd aan de voormalige Laecken-Halle.

Een lakenhal (in Vlaanderen ook wel lakenhalle), eerder ook wel (ge)wanthuis of (ge)wandhuis en in het Latijn aangeduid als Domus Pannorum, is een gebouw dat zijn oorsprong kent in de middeleeuwen als handels- en stapelplaats voor het laken. In sommige plaatsen vonden er ook keuringen plaats en werd de kwaliteit van het laken bevestigd door de toekenning van een lakenlood.
De benaming wanthuis (Duits: Gewandhaus) komt van de wantsnijders. Dit waren kooplieden, die laken opkochten per baal, of gesneden (geknipt). Partijen geknipt laken bewaarde en verkocht men opgevouwen (Duits: gewendet of gewunden, verleden tijd: wand). Wantsnijders konden zich vooral in het huidige Duitsland tot machtige gilden verenigen en gingen vaak deel uitmaken van het stadsbestuur.
In steden in België, Nederland en Frankrijk fungeren de nog bestaande voormalige markthallen meestal als museum of tentoonstellingsruimte en zijn er enkele in gebruik genomen als stadhuis. In Duitsland is er een aantal als concertzaal of theater in gebruik, zoals het Gewandhaus in Leipzig waar het Gewandhausorchester haar naam aan ontleent.

## Steden met een lakenhal

### België

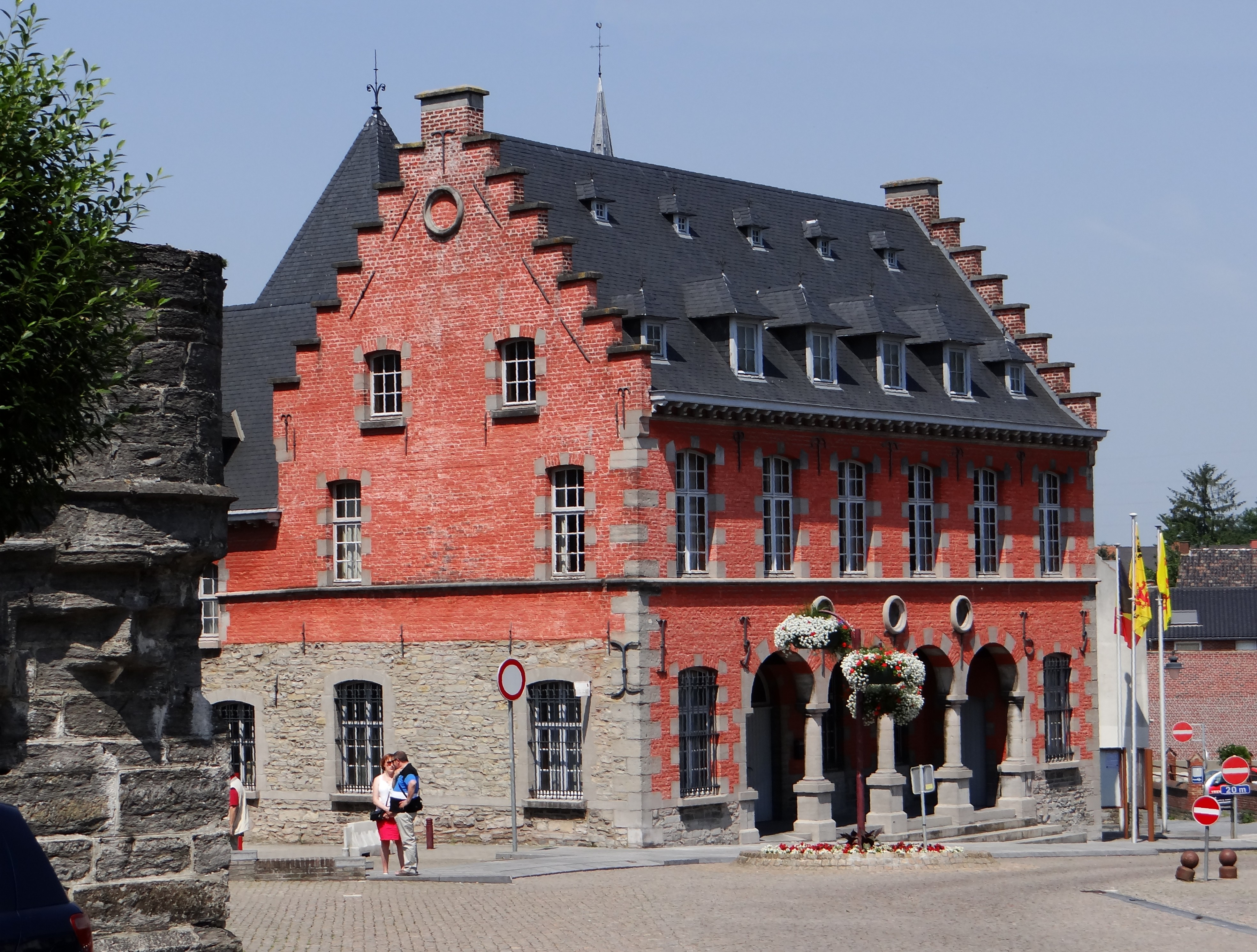
Voormalige lakenhal en later stadhuis van Antoing

- Antoing: het voormalige stadhuis was in 1565 gebouwd als lakenhal
- Brugge: Hanzekantoor van Brugge
- Brussel, zie Lakengilde (Brussel)#Lakenhallen
- Dendermonde: Belfort van Dendermonde
- Diest: Lakenhal van Diest
- Doornik: Lakenhalle van Doornik
- Geel: voormalig stadhuis
- Gent: Belfort van Gent
- Halen: op de plek van het huidige gemeentehuis
- Hasselt: Lakenhalle, sinds de 18e eeuw Vergaderhuis van het Literair Genootschap
- Heestert: Lakenhal OLV Hemelvaart
- Herentals: Belfort van Herentals

- Ieper: Lakenhalle van Ieper

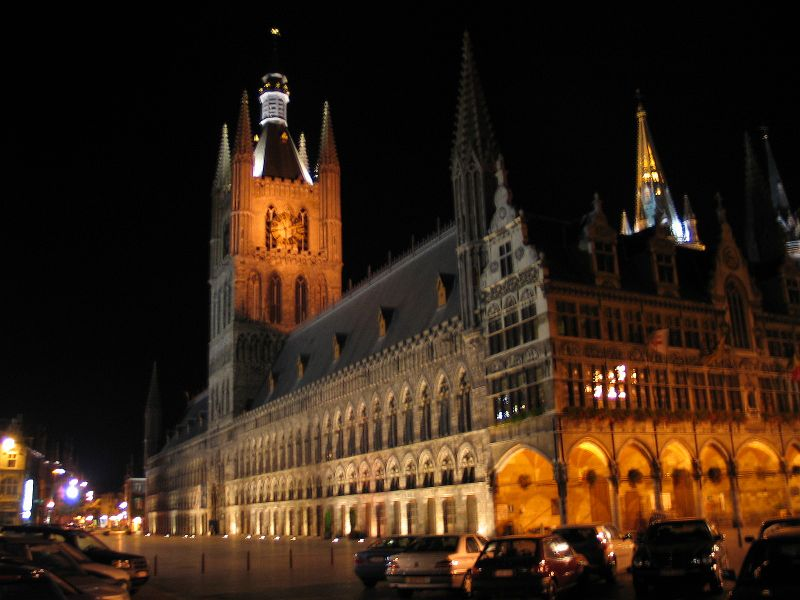
De Lakenhalle van Ieper

- Kortrijk: Grote Lakenhalle, verwoest in 1944, nu Schouwburgplein
- Langemark: 1296–1344, verwoest door Ieperse wevers
- Leuven: Lakenhal van Leuven
- Lier: het huidige Stadhuis van Lier
- Maaseik
- Mechelen: Stadhuis van Mechelen
- Nieuwkerke, afgebroken in 1844
- Oudenaarde: Stadhuis van Oudenaarde
- Sint-Truiden: Belfort van Sint-Truiden
- Tielt:  Hallentoren Tielt
- Turnhout: oude Stadhuis van Turnhout aan de Herentalsstraat, gesloopt in 1962
- Zinnik
- Verviers
- Zoutleeuw: Lakenhalle van Zoutleeuw

### Duitsland
- Braunschweig
- Leipzig: het oude Gewandhaus, tot 1780
- Zwickau

### Ierland
- Dublin: Linenhall (1728–1916)

### Nederland
- Amsterdam: lakenhuis Groenburgwal, tegenwoordig anglicaanse kerk Christ Church
- Echt (Limburg)
- Deventer: Wanthuis, sinds de 15e/16e eeuw onderdeel van het stadhuis van Deventer[1]
- Dordrecht had achtereenvolgens minstens drie lakenhallen:[2]
  - ca. 1250-1375: Scharlaken, Wijnstraat
  - 1383-1544: Vlaamse hal, later verbouwd tot stadhuis van Dordrecht
  - ca. 1650-1750: Watersteinstoren en naburige hal, Vismarkt (afgebroken in 1858)
- Leiden: Laecken-Halle
- Maastricht: Lakenhal op de Markt; lakenwevers woonden vooral in het Boschstraatkwartier
- Middelburg
- Nijmegen: Gewandhuis/Lakenhal, de huidige Kerkboog aan de Grote Markt is er een restant van[3]
- Sittard: op de Markt, verwoest
- Weert. Weerter laken werd ook verhandeld in de Halle van Weert aan de Hoogstraat te Bergen op Zoom en opgeslagen in De Stadt van Weert aan de Reijnderstraat te Antwerpen.[4]

### Polen

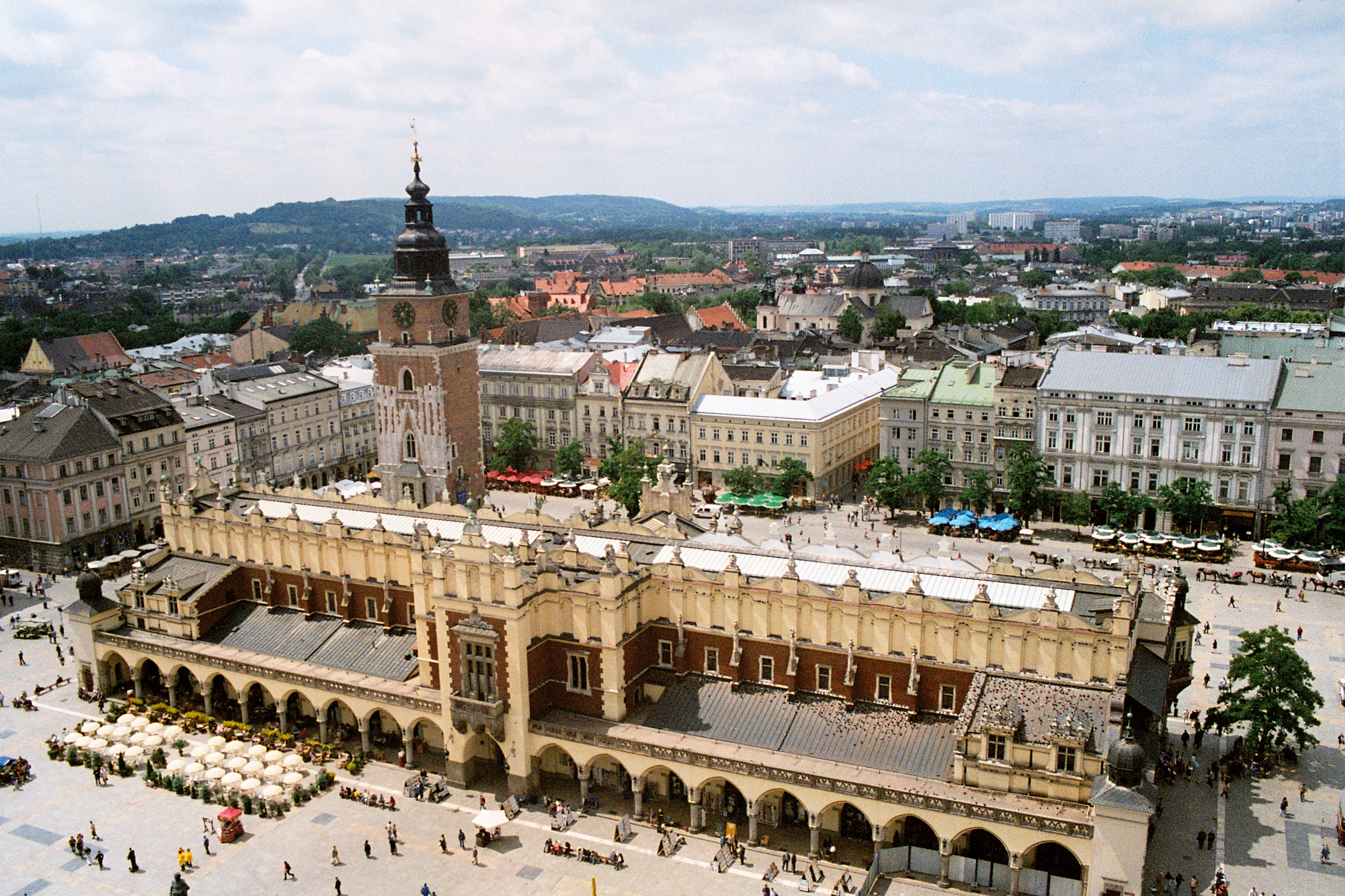
De Lakenhal van Krakau

- Krakau: Sukiennice
- Poznań
- Toruń
- Wrocław

### Verenigd Koninkrijk
- Londen: Drapers' Hall
- Halifax: Piece Hall
- Leeds